# Karzełek
Karzełek (381 m, 390 m) – wzniesienie na Wyżynie Częstochowskiej w miejscowości Olsztyn, w województwie śląskim, w powiecie częstochowskim. Znajduje się w południowej części Sokolich Gór, pomiędzy zabudowanym obszarem Olsztyna i Biskupic (bliżej tych ostatnich).
Znaczna część Karzełka znajduje się w obrębie rezerwatu przyrody Sokole Góry. Wzgórze jest porośnięte lasem, w którym występują liczne skałki wapienne. Największa z nich to Kaplata Skała. W skałach istnieje kilka schronisk: Okap w Karzełku, Schronisko w Karzełku Pierwsze, Schronisko w Karzełku Drugie, Schronisko w Karzełku Trzecie.